# Pozoblanco
Pozoblanco is een gemeente in de Spaanse provincie Córdoba in de regio Andalusië met een oppervlakte van 330 km². In 2007 telde Pozoblanco 17.307 inwoners.

## Demografische ontwikkeling
Bron: INE; 1857-2011: volkstellingen